# Habitatge al carrer del Carme, 18 (Vinyols i els Arcs)
L'Habitatge al carrer del Carme, 18 és una obra de Vinyols i els Arcs (Baix Camp) protegida com a Bé Cultural d'Interès Local.

## Descripció
Casa entre mitgeres de planta baixa i dos pisos amb teulada a doble vessant i el carener paral·lel a la façana principal. A la planta baixa s'obre una gran porta d'arc de mig punt rebaixat adovellada, i en la dovella clau apareix la inscripció "1676". Al primer pis s'obre un balcó i al segon pis hi ha tres finestres, en un costat una més ample d'arc de mig punt rebaixat i les altres dues són estretes i amb arc de mig punt.